# A legdinkább diótörő
A legdinkább diótörő (eredeti cím: The Nuttiest Nutcracker) 1999-ben megjelent amerikai 3D-s számítógépes animációs film, amely E. T. A. Hoffmann Diótörő és Egérkirály című elbeszélése alapján készült. A forgatókönyvet Diane Eskenazi és Sindy McKay írta, a filmet Harold Harris rendezte, zenéjét Pjotr Iljics Csajkovszkij A diótörő című műve alapján David Krystal szerezte. A produkciós cégek a Dan Krech Productions és a Pacific Title/Mirage voltak, forgalmazója pedig a Columbia TriStar Home Video.
Amerikában 1999. október 19-én adták ki VHS-en, Magyarországon 2004. április 11-én az RTL Klubon vetítették le a televízióban.

## Szereplők
| Szereplő           | Eredeti hang    | Magyar hang           | Leírás                                                         |
| ------------------ | --------------- | --------------------- | -------------------------------------------------------------- |
| Marie              | Debi Derryberry | Zakariás Éva          | A csinos szőke hajú lány a film hősnője.                       |
| Herceg             | Cam Clarke      | Miller Zoltán         | A sötét hajú fiú, aki diótörő volt.                            |
| Reginald           | James Belushi   | Mikó István           | Az egerek királya.                                             |
| Cukorsüveg tündér  | Phyllis Diller  | Szabó Éva             | A cukor bonbon hölgy, aki a Diótörő című történetet meséli el. |
| Kicsi Pea          | Tress MacNeille | Vadász Bea            | A földimogyoró gyerek.                                         |
| Floret             | Tress MacNeille | Martin Márta          | A tutu ruhás brokkoli lány.                                    |
| Stash              | Kevin Schon     | Kristóf Tibor         | A piros sapkás kesudió.                                        |
| Mac                | Cheech Marin    | Gesztesi Károly       | A barna hosszú-hajú makadámi dió.                              |
| Sparkle            | Desirée Goyette | Kiss Erika            | A kék ruhás mogyoró lány.                                      |
| Tábornok           | Jeff Bennett    | Boros Zoltán          | A cowboy-kalapos földimogyoró.                                 |
| Gramps             | Jim Cummings    | Makay Sándor          | Az öreg dió.                                                   |
| Drozzelmeyer bácsi | Jim Cummings    | Gruber Hugó           | Marie és Fritz nagybátyja, aki a diótörőről mesélt.            |
| Fritz              | Debi Derryberry | Morvay Gábor          | Marie rosszcsont öccse.                                        |
| Asparagus          | Cam Clarke      | Kolovratnik Krisztián | A csokornyakkendős spárga.                                     |
| Egér őrmester      | Cam Clarke      | Szokol Péter          | Az egérkirály hadnagya.                                        |
| Szilva             | N/A             | F. Nagy Zoltán        | A diótörő herceg alattvalói.                                   |
| Narancs            | N/A             | Faragó András         | A diótörő herceg alattvalói.                                   |
| Anya               | N/A             | Balogh Anikó          | Marie és Fritz szülei.                                         |
| Apa                | N/A             | Schmied Zoltán        | Marie és Fritz szülei.                                         |

További magyar hangok: Bodrogi Attila, Bognár Anna, Móni Ottó, Moser Károly, Pálfai Péter

## Betétdalok
| Magyar      | Magyar          | Angol          | Angol         |
| Dal         | Előadó          | Dal            | Előadó        |
| ----------- | --------------- | -------------- | ------------- |
| A nagy sajt | Mikó István     | The Big Cheese | James Belushi |
| Mindig kell | Gesztesi Károly | Keep The Faith | Cheech Marin  |
| Hidj nekem  | Miller Zoltán   | Just Believe   | Cam Clarke    |

## Televíziós megjelenések
RTL Klub, Super TV2, TV2, Story4, Galaxy